# 鳞叶鹿蹄草
鳞叶鹿蹄草（学名：Pyrola subaphylla）为鹿蹄草科鹿蹄草属下的一个种。